# Tore Lagergren
Tore Ejnar Lagergren, född 6 augusti 1907 i Kristinehamn, död 26 februari 1995, var en svensk tecknare, illustratör och musiker. 
Han var son till postmästaren Helmer Lagergren och Ellen Matilda Norman.
Lagergren studerade vid Tekniska skolan i Stockholm, Reimann Kunstschule i Berlin, Art Student League i New York samt för Hugo Steiner-Prag vid Skolan för bok- och reklamkonst i Stockholm. Lagergren har varit verksam som illustratör och har tecknat en stor mängd not och bokomslag. 
Han bildade 1925 tillsammans med yrkesmusiker från Bodens musikkårer dansorkestern Stumbling Band som spelade i olika sammanhang runt om i Norrbotten, 1936 började intresset slockna för jazz och Lagergren gick helt in för den seriösa musiken. Under 4 års tid tog han pianolektioner för Ragnar Althén och senare för Stig Ribbing som gjorde honom bekant med den klassiska repertoaren. 
Som tonssättare har han bland annat tonsatt några av Helmer Grundström dikter. Bland Lagergrens övriga melodier kan nämnas tangon Alltid, insjungen av Nils Jolinder till Karl-Ewerts text och Seskarö-hambo, på skiva med Karl Grönstedts orkester. Som textförfattare skrev han bland annat texten till visan Kaffetåren som var med i filmen Sunes sommar 1993. Tore Lagergren är begravd på Husby kyrkogård.